# Арройо, Андрес (легкоатлет)
Андрес Габриэль Арройо Доминиччи (исп. Andrés Gabriel Arroyo Dominicci; род. 7 июня 1995, Баямон, Пуэрто-Рико) — пуэрториканский легкоатлет, специалист по бегу на средние дистанции. Выступал за сборную Пуэрто-Рико по лёгкой атлетике в 2010-х годах, победитель и призёр первенств национального значения, действующий рекордсмен страны на дистанции 800 метров в помещении, участник двух летних Олимпийских игр.

## Биография
Андрес Арройо родился 7 июня 1995 года в городе Баямон, Пуэрто-Рико. В детстве серьёзно занимался бейсболом, много бегал, чтобы повысить свою скорость в этом виде спорта.
В 2004 году вместе с родителями переехал на постоянное жительство в Орландо, штат Флорида, учился в местной старшей школе Colonial High School — состоял в школьной команде по лёгкой атлетике.
После окончания школы поступил во Флоридский университет, присоединившись к университетской легкоатлетической команде «Флорида Гейторс». Успешно выступал на различных студенческих соревнованиях в США, в частности становился финалистом чемпионата первого дивизиона Национальной ассоциации студенческого спорта (NCAA).
Первого серьёзного успеха на международном уровне добился в сезоне 2012 года, когда вошёл в состав пуэрториканской национальной сборной и выступил среди юношей на чемпионате Центральной Америки и Карибского бассейна в Сан-Сальвадоре, где стал серебряным призёром в беге на 800 метров и одержал победу в беге на 1500 метров.
В 2013 году стартовал на чемпионате мира по кроссу в Быдгоще, в гонке юниоров занял итоговое 104-е место.
В 2014 году на юниорском первенстве Центральной Америки и Карибского бассейна в Морелии превзошёл всех соперников в дисциплине 800 метров, взял бронзу в дисциплине 1500 метров, получил серебро в эстафете 4 × 400 метров. Позднее бежал 800 метров и эстафету 4 × 400 метров на юниорском мировом первенстве в Юджине.
В 2015 году представлял Пуэрто-Рико на Панамериканских играх в Торонто, в финале 800-метровой дисциплины финишировал седьмым.
Выполнив олимпийский квалификационный норматив (1:46.00), удостоился права защищать честь страны на летних Олимпийских играх в Рио-де-Жанейро — в программе бега на 800 метров в итоге дошёл до стадии полуфиналов.
В 2017 году на дистанции 800 метров стартовал на чемпионате мира в Лондоне.
В 2018 году в той же дисциплине выиграл серебряную медаль на иберо-американском чемпионате в Трухильо, участвовал в Играх Центральной Америки и Карибского бассейна в Барранкилье.
В 2019 году в беге на 1500 метров закрыл десятку сильнейших на Панамериканских играх в Лиме, тогда как в беге на 800 метров отметился выступлением на чемпионате мира в Дохе.
Показав результат выше олимпийского квалификационного норматива (1:45.20), благополучно прошёл отбор на Олимпийские игры в Токио. На сей раз в беге на 800 метров остановился на предварительном квалификационном этапе.